# Епархия Туры
Епархия Туры (лат. Dioecesis Turana) — епархия Римско-Католической церкви c центром в городе Тура, Индия. Епархия Туры входит в митрополию Шиллонга.

## История
1 марта 1973 года Римский папа Павел VI издал буллу Romani Pontifices, которой учредил епархию Туры, выделив её из архиепархии Шиллонга — Гаухати (сегодня — Архиепархия Шиллонга и Архиепархия Гувахати).
30 марта 1992 года епархия Туры передала часть своей территории для возведения епархии Гувахати.

## Ординарии епархии
- священник Oreste Marengo (1.03.1973 — 12.01.1979) — апостольский администратор;
- епископ George Mamalassery (12.01.1979 — 21.04.2007);
- епископ Andrew Marak (21.04.2007 — по настоящее время).

## Источник
- Annuario Pontificio, Libreria Editrice Vaticana, Città del Vaticano, 2003, ISBN 88-209-7422-3
- Nomina di Orestes Marengo ad amministratore apostolico, AAS 65 (1973), стр. 273  (лат.)
- Булла Romani Pontifices, AAS 65 (1973), стр. 292  (лат.)